# Netopir (opereta)
Netopir (nemško Die Fledermaus) je opereta v treh dejanjih Johanna Straußa ml.. Libreto sta po vaudevilleu Reveillon Meilhaca in Halevyja napisala K. Haffner in R. Genee. Francosko besedilo sta predelala za dunajski okus. Tako je Strauss po spletu okoliščin prišel do najboljših Offenbachovih sodelavcev. Zato se je z vso vnemo lotil dela, niti svoje hiše ni več zapustil. Partituro je končal v šestih tednih, v dvainštiridesetih nočeh. Zadnje takte je zaključil na silvestrovo leta 1873. Krstna predstava je bila 5. aprila 1874 v Theater an der Wien na Dunaju pod skladateljskim vodstvom. 
Strauss je z Netopirjem dvignil opereto do glasbene komedije. 
Opereta je bila večkrat na sporedu ljubljanske in mariborske Opere.

## Osebe
- Gabrijel von Eisenstein, rentir - tenor
- Rozalinda, njegova žena - sopran
- Frank, ravnatelj jetnišnice - bariton
- Princ Orlovski - mezzosopran
- Alfred, njegov pevski učitelj - tenor
- Dr. Falke, notar - bariton
- Dr. Blind, odvetnik - tenor
- Adela, Rozalindina sobarica - sopran
- Žaba (Frosch), jetniški paznik - govorna vloga
- Melanija, plesalka
- Ida, plesalka
- Gostje princa Orlovskega, plesalke, sluge ...

## Vsebina

### Prvo dejanje
Soba v Eisensteinovi hiši.
Adela bere sestrino pismo, ko zasliši glas oboževalca njene gospodarice Rozalinde. V tem skozi vrata privihra Rozalinda. Adela je v pismu prebrala, da je zvečer ples, na katerega je povabljena. Svojo gospodarico prosi za prosto popoldne, a je zavrnjena. Skozi okno nepričakovano vstopi Alfred. Rozalinda se mu ne more upreti, a ga nažene, ker zasliši prihajajoče korake. Pred odhodom ji Alfred obljubi, da se bo zvečer spet vrnil. 
V sobo vstopi poklapan Rozalindin mož Eisenstein, spremlja ga njegov odvetnik. Eisenstein se z njim spre, saj so mu na sodišču zvišali kazen na osem dni. Eisensteinu se pridruži še dr. Falke. Ta mu predlaga, naj gre v zapor naslednje jutro, nocoj pa naj se mu pridruži na zabavi pri Orlovskem. Zamisel mu ugaja. Pred odhodom na zabavo se zlaže soprogi, da gre v zapor. To se ji zdi nenavadno, saj se oblekel zelo elegantno, a mu vseeno verjame. Ko odide, pokliče k sebi Adelo ter ji dovoli večerni izhod. Spletkarski Falke, ki je v Idinem imenu sam napisal pismo Adeli, svetuje Rozalindi, naj se obleče v madžarsko grofico, pride na zabavo in spozna, kakšen je njen mož v resnici. Pride Alfred, ki si obleče gospodarjevo domačo haljo in se vede kot gospod. V tem trenutku se pojavi direktor zapora Frank, ki pravi, da je prišel po Eisensteina. Ko zagleda Alfreda, oblečenega kot gospodarja, ga odvede na postajo. 

### Drugo dejanje
Zabava pri princu Orlovskemu.
Sestri na zabavi ugotovita, da pisma, ki ga je prejela Adela, ni napisala Ida. Falke Orlovskemu pojasni, da je pripravil prav posebno potegavščino, ki jo imenuje Netopirjevo maščevanje. Takoj zatem mu Adelo predstavi kot Olgo, čeprav mu pojasni, da je v resnici Eisensteinova sobarica. Skozi vrata vstopajočega direktorja zapora Franka pa Falke predstavi kot viteza Chargrina. Zabavi se kasneje pridruži še Rozalinda, preoblečena v madžarsko grofico. Eisensteinu je takoj všeč in jo poskuša zapeljati s svojo urico, s katero je pridobil že več deklet. Izkušena žena mu jo kmalu izmakne. Zabava je na višku, vsi plešejo in pijejo. Eisenstein zbrani družbi pove, kako se je po pustni zabavi pošalil na Falkejev račun. Falke je bil zelo pijan in Eisenstein ga je takega pustil v gozdu. Zjutraj je moral v netopirja preoblečeni revež pešačiti celo pot do doma in bil ob tem deležen posmeha. Od takrat se ga je prijel vzdevek Netopir.

### Tretje dejanje
Urad direktorja zapora.
V uradu se paznik Frosch prereka z Alfredom, ker mu gre njegovo petje že pošteno na živce. Prepir ustavi Frank, ki nato na svojem stolu malo zadrema. V urad prideta Adela in Ida in direktorja prosita za denarno pomoč pri šolanju petja in igre. Adela mu razkrije, da je v resnici sobarica pri Eisensteinu. Frosch naznani Eisensteinov prihod, Frank dekleti hitro skrije v eno od prostih celic. Ko Eisenstein Franku razkrije svoje pravo ime, ta ne more verjeti, saj ga je včeraj lastnoročno zaprl v celico. Einstein želi videti svojega dvojnika. Pojavi se njegov odvetnik, s katerim si zamenjata oblačila in tako lahko vidi svojega varovanca. Takrat pride v zapor tudi Rozalinda. Eisenstein kot odvetnik nekaj časa zaslišuje ženo in Alfreda, ko se jima končno razkrije. Ogorčena Rozalinda mu pred nos pomoli njegovo uro, ki mu jo je skrivaj vzela na zabavi. Frosch iz celice izpusti Adelo in Ido, Falke pa v urad privede Orlovskega in ostalo druščino. Na koncu se Eisenstein in Rozalinda pobotata, Orlovski Adeli obljubi denarno podporo. Vsi skupaj nazdravijo s šampanjcem.

## Glasbeni primer
- Uvertura k opereti